# Diabète néonatal

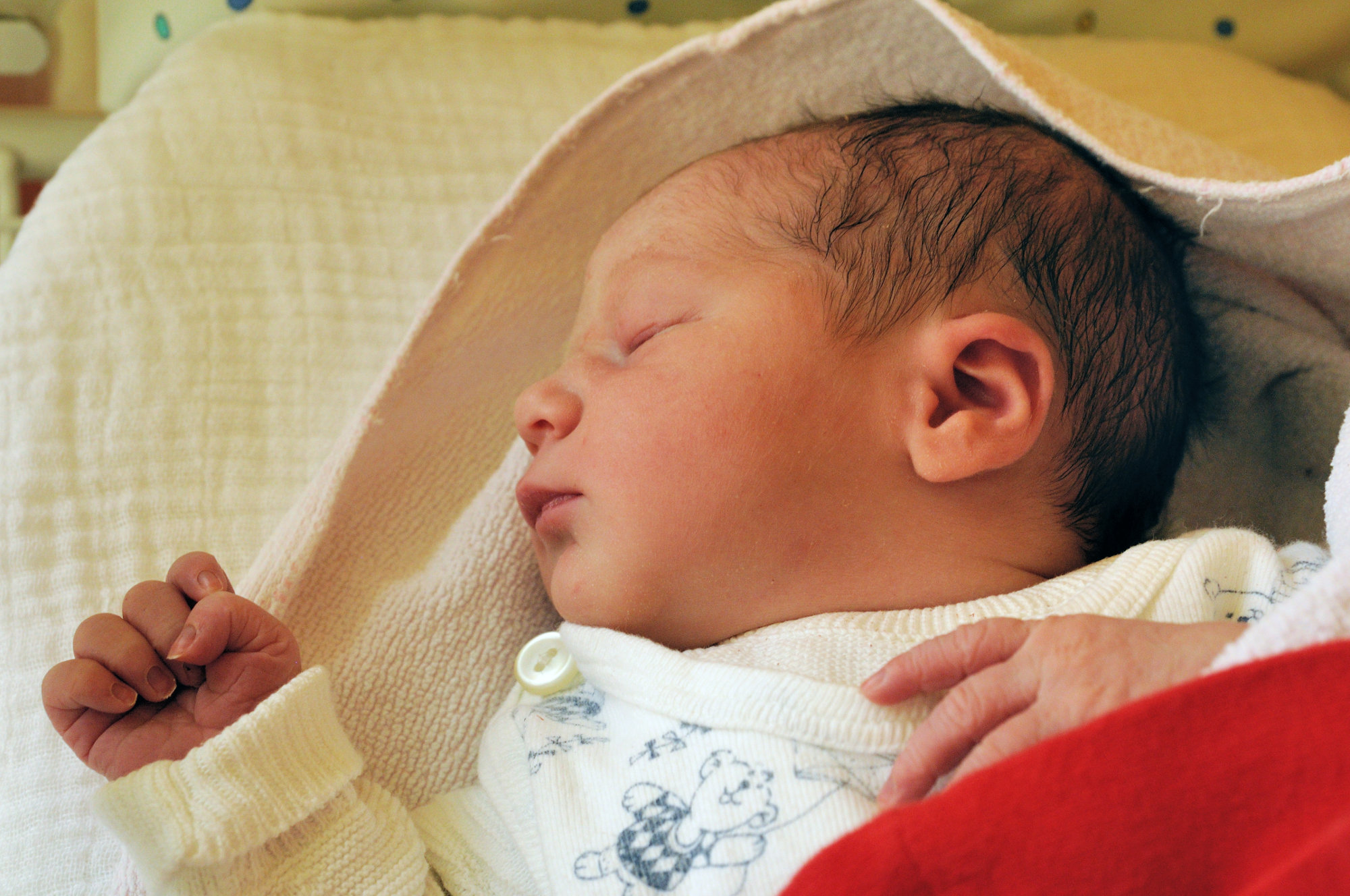
Nouveau-né.

Le diabète néonatal est un diabète insulino-dépendant qui apparaît durant les premiers mois de vie.

## Typologie
Il existe sous deux formes :

### Diabète néonatal transitoire
Le diabète néonatal transitoire représente environ la moitié des cas. Il se manifeste par un retard de croissance intra-utérin, entre en rémission après un délai de quelques mois, et récidive sous forme d’un diabète définitif, habituellement au moment de l'adolescence ou à l'âge adulte.

### Diabète néonatal permanent
Le diabète néonatal permanent est caractérisé par une production d'insuline qui devient très rapidement insuffisante après la naissance. Il persiste sans que l’on observe de phase de rémission.

## Prévalence
Le diabète néonatal est une pathologie rare, observée chez environ 1 pour 90 000 à 160 000 naissances vivantes. Une trentaine de gènes différents, lorsqu’ils sont mutés, peuvent être responsables de diabète néonatal, comme le gène LRBA.

## Pronostic et traitement
Le pronostic et le traitement du diabète néonatal dépendent du gène touché.

## Diagnostic
La découverte d'un diabète néonatal est une urgence et implique une prise en charge dans une unité spécialisée.